# 파르마 칼초 1913
파르마 칼초 1913(Parma Calcio 1913)는 에밀리아로마냐주 파르마를 연고로 한 이탈리아의 축구 클럽이다. 이 팀은 1913년에 창단 되었으며 과거에는 파르마 AC(Parma AC)라는 명칭을 사용했다. 그리고 2014-15 시즌까지는 파르마 FC(Parma FC)라는 명칭을 사용하였다.
2015년 6월 23일에 구단의 공식 파산으로 세리에 D로 강등됨에 따라 "파르마 칼초 1913"이라는 이름으로 새로운 시작을 하였다.
파르마는 정규 리그에서 단 한번도 우승한 적이 없을 뿐더러 1990년대 이전까지는 주요 대회의 우승 경쟁에도 참여하지 못했다. 칼리스토 탄치의 재정 지원으로 1992년부터 2002년까지 8번의 우승 트로피를 차지했다. 이 기간에는 파르마의 역대리그 최고 성적인 준우승(1996-1997)을 거뒀다.
가장 최근에는 파르마의 재정 문제로 클럽 목표에 제한이 생기기도 했다. 그 문제란 2003년에 파르마라트 사 스캔들로 인해 모 회사가 파산하게 되어 결과적으로 클럽은 2007년 1월까지 회사정리 절차에 경영 되었다. 클럽은 전통적으로 매력적인 축구를 추구하며 유스 시스템을 통하여 선수들을 육성한다. 성공후에 지속적인 하강에도 파르마는 G-14가 사라진후 생긴 유럽의 가장 모범 클럽의 표본의 대표인 유럽 클럽 협회에 속한 이탈리아 축구 클럽 8개 회원중 하나이다.

## 역사

### 초기 역사
파르마는 1913년 7월에 파르마현 출신의 유명 오페라 작곡가 주세페 베르디의 100주년을 기념해 베르디 풋볼 클럽이라는 명칭으로 세워졌다. 색깔은 노란색과 파란색이 채택되었다. 같은해의 12월에 파르마 FC는 많은 본래의 축구 선수들로부터 생겨났고 검은색 십자가가 새겨진 하얀색 셔츠를 입기 시작했다. 파르마는 1차 세계대전이 끝난 뒤인 1919-20 시즌부터 리그에 참가하였고 2년 뒤에는 그들의 홈경기장인 스타디오 엔니오 타르디니를 건설하기 시작했다. 파르마는 1928-29 시즌 프리마 디비시오네에서 준우승을 거둔 이후에 세리에 B를 창설한 클럽중 하나가 되었다. 클럽은 강등당하기전까지 세리에 B에서 3년간 있었고 1931년에 AS 파르마(Associazione Sportiva Parma)라는 명칭으로 바꾸기도 했다. 1935-36 시즌에 파르마는 세리에 C의 창설을 한 클럽이 되었고 1943년에 세리에 B로 승격할때까지 세리에 C에 있었다. 이탈리아의 축구가 2차 세계대전이 심화되면서 중단되었지만 그럼에도 불구하고 파르마는 1944년 캄피오나토 알타 이탈리아에 참가를 하였다.
2차대전후 축구리그가 정비된 후, 파르마는 두 개의 지역 리그로 분열되었던 1948-49 시즌까지, 세리에 C로 강등되기 이전인 세리에 B에서 3년간을 있었다. 파르마는 세리에 C에서 다섯 시즌을 보냈고, 그 후에 세리에 B에서 11년간을 있었으며 1954–55 시즌에는 그 당시 클럽 리그 최고 순위였던 9위를 기록하였다. 이 당시에 클럽 선수들은 다른 직업을 가지고 있거나 수업을 받고, 축구팀보다 더 인기가 있고 인정을 받았던 파르마의 아마추어 럭비 유니언이나 배구팀이였던 럭비 파르마 FC 1931과 페로비에리 파르마에서 있던 이들이였다. 파르마는 1960–61 시즌에 유럽 클럽 대항전에 첫 출전하였고, 코파 델레 알피에서 스위스팀 AC 벨리초나를 꺾기도 하였지만, 1964–65 시즌에 세리에 C로 강등되었다. 파르마는 한 시즌만에 강등되어, 1966년에 세리에 D로 떨어졌다.

## 소유권과 재정
2007년 1월 이래로 기계회사인 La Leonessa SpA의 소유자인 톰마소 기라드디가 클럽 지분의 대다수를 인수하였다. 엔리코 본디는 과거 모기험 파르마르트의 재정 위험 이후에 이전에 클럽을 기라르디에게 3백만 유로 낮게 팔았다. 그때 클럽은 모기업 Eventi Sportivi SpA의해 완전히 소유되어 유한책임 기업이였다. 기라르디는 Eventi Sportivi의 지분 70%를 매입하였다(2011년 7월 21일에 알베르토 로시와 알베르토 볼피는 기라르디의 소유권을 감소시키기 위해 750만을 유로를 모아 Eventi Sportivi로부터 각 5% 씩을 매입했다.). 그 이외의 주주들은 부회장인 디에고 페노키오(자신의 주식을 통해 5%, 기계회사인 Ormis S.p.A.를 통해 5% 매입), 반카 몬테 파르마(5% 이하), 마르코 페라리(5%)다. 기라르디는 이사회의 대다수(6명중 5명)를 차지하는 피에트로 레오나르디가 포함된 과거 임원 5명을 선임했다. 기라르디의 첫 회장직 5년 동안에 과거 모기업의 투자액이 1천3백만과 함께 그의 투자금액이 3천만 유로에 이를것이라고 추정된다. 파르마는 G-14가 사라진 이후에 생긴 유럽 클럽 협회의 일원중 하나이다.
클럽의 재정을 바로 세우기 위해선 스타디오 엔니오 타르디니를 지방 인가로부터 구매를 해야한다. 2012년 9월 언론지 라 가체타 델로 스포르트는 파르마가 연간 선수 봉급으로 25명에게 2천120만 유로를 지불하였고 이탈리아 축구에서 14번째로 높은 순위라고 발표했다. 하지만 이 발표는 1군 선수 명단의 기본적인 봉급만을 포함한 것으로 일반적으로 적게 잡은 것이다. 참고로 클럽은 이전 시즌에 3천810만 유로라고 발표했다(주급/총매출액의 비율이 89%로 UEFA에서는 70% 이하를 권장한다.). 2010-11 시즌부터 세리에 A 클럽들은 1998-99 시즌 이래 처음으로 개인 협상권보다 축구 시장에서 상업적으로 가장 성공한 프리미어리그 방식인 단체 TV 중계권을 가졌다. 2011-13 시즌의 국내 중계권을 스카이 이탈리아와 RAI에게 17억4천8백만 유로에 팔았고 다른 방송사들과 MP & Silva는 2010-12 전 세계 중계권을 1억8천150만유로에 샀다. 이러한 결과로 파르마 같이 권한판매의 중앙집권화로 고통받던 빅클럽들은 높은 중계료로 이익을 챙겼지만, 클럽은 균등한 분배를 하지 못했을뿐만 아니라 파르마의 서포터들은 그들에게 주어진 정확한 몫의 평가에 대해 반대하기 시작했다. 클럽은 3개의 사무소가 있다(한 개는 스타디오 엔니오 타르디니, 첸트로 스포르티보 디 콜레키오에 하나 그리고 마지막 한개는 상하이에 있다.).

### 스폰서

파르마 공국을 세운 파르네세 가문의 문장 – 이 색은 파르마 많은 클럽 장비에 영감들을 주었다

파르마는 모기업 파르마라트와 8년간 기간을 포함하여 1981년 이래로 다양한 회사들과 스폰서를 맺어 축구 용품들을 생산해 왔다. 현재 파르마의 축구 용품은 파르마에서 북쪽으로 13km 떨어진 토릴레에서 만들어진 세계적인 스포츠웨어 기업인 에레아가 1백 10만 유로를 지불하여 생산하고 있다. 클럽의 주 스폰서는 2012년에 기존에 맺었던 패션 업체 나비가레 연간 170만 유로의 계약을 대체하여 2년간 계약을 한 독일의 생활가전 업체인 보르버크이다. 나비가레는 세컨드리 키트의 스폰서로 셔츠 가쪽에 나타났지만, 마권업체 Betclic, 통신업체 거인 Telecom Italia Mobile와 일본의 전자 회사인 교세라 역시도 클럽에게 중요 스폰서이다. 이외에도 클럽은 다양한 덜 유명한 파트서쉽을 맺고 있다.
| 기간    | 장비 업체      | 셔츠 스폰서                                          |
| ------- | -------------- | ---------------------------------------------------- |
| 1981–87 | 엄브로         | 프로슈토 파르마                                      |
| 1987–95 | 엄브로         | 파르마라트                                           |
| 1995–98 | 푸마           | 파르마라트                                           |
| 1998–99 | 로토           | 파르마라트                                           |
| 1999–00 | 챔피언         | 파르마라트                                           |
| 2000–01 | 챔피언         | 파르마라트, Mr 데이                                  |
| 2001–02 | 챔피언         | 조이, 파르마라트, 산탈                               |
| 2002–03 | 챔피언         | 파르마라트, 산탈                                     |
| 2003–04 | 챔피언         | 파르마라트, 산탈, 카리파르마                         |
| 2004–05 | 챔피언         | 챔피언                                               |
| 2005–06 | 챔피언, 에레아 | 피덴차 빌리지, ABO 프로젝트, 테크노카사, 실버 크로스 |
| 2006–07 | 에레아         | 지모카, 플레이 라디오                                |
| 2007–08 | 에레아         | 코메, 일 그란키오, 곤돌리노, 코레조                  |
| 2008–09 | 에레아         | 반카 몬테 파르마, 메텔라                             |
| 2009–12 | 에레아         | 나비가레, 반카 몬테 파르마                           |
| 2012–14 | 에레아         | 보르버크 폴레토, 나비가레                            |

## 선수

### 1군 선수 명단
2024년 9월 7일 기준
참고: FIFA 자격 규정에 따라 소속된 국가대표팀 국기를 표시합니다. 선수는 복수의 FIFA 비회원국 국적을 가지고 있을 수 있습니다.
| 번호 | 포지션 | 국적        | 이름                   |
| ---- | ------ | ----------- | ---------------------- |
| 1    | GK     |             | 레안드로 치치솔라      |
| 3    | DF     | 베네수엘라  | 요르단 오소리오        |
| 4    | DF     |             | 벌로그 보톤드          |
| 5    | DF     |             | 라우타로 발렌티        |
| 7    | FW     |             | 아드리안 베네디차크    |
| 8    | MF     |             | 나우엘 에스테베스      |
| 9    | FW     | 콩고 공화국 | 가브리엘 샤르펜티에    |
| 10   | MF     |             | 아드리안 베르나베      |
| 11   | FW     |             | 폰투스 알름크비스트    |
| 13   | FW     |             | 앙주요안 보니          |
| 14   | DF     |             | 에마누엘레 발레리      |
| 15   | DF     |             | 엔리코 델프라토 (주장) |
| 16   | MF     |             | 만델라 케이타          |
| 19   | MF     |             | 시몬 솜 (부주장)       |
| 20   | MF     |             | 앙투안 에노            |

| 번호 | 포지션 | 국적         | 이름                                |
| ---- | ------ | ------------ | ----------------------------------- |
| 22   | FW     |              | 마테오 칸첼리에리 (라치오에서 임대) |
| 23   | MF     | 코트디부아르 | 드리사 카마라                       |
| 25   | MF     |              | 윌랑 시프리앙                       |
| 26   | DF     |              | 워요 쿨리발리                       |
| 27   | MF     |              | 에르나니                            |
| 28   | FW     |              | 발렌틴 미허일러                     |
| 31   | GK     |              | 스즈키 자이온                       |
| 39   | DF     |              | 알레산드로 치르카티                 |
| 40   | GK     |              | 에도아르도 코르비                   |
| 46   | DF     |              | 조반니 레오니                       |
| 61   | FW     | 튀니지       | 아나스 하지 모하메드                |
| 62   | FW     |              | 마테우시 코발스키                   |
| 77   | DF     |              | 잔루카 디 키아라                    |
| 98   | FW     |              | 데니스 만                           |

## 클럽 경영진
클럽 경영진
- 회장: 카일 크라우즈
- 임대 매니저:알렉산드로 루카렐리
- 디렉터: 하비에르 리발타

### 역대 회장
파르마는 지금까지 많은 회장들이 있었다. 다음은 그 회장들의 목록이다.:
| 이름                          | 연도    |
| ----------------------------- | ------- |
| 비올리, 포르첼리와 스파자리   | 1913–14 |
| 카를로 멜리와 알베르토 폴레티 | 1914–15 |
| Ing. 타데스키                 | 1919–20 |
| 콘테 L. 루시냐니              | 1920–21 |
| 엔니오 타르디니               | 1921–23 |
| 가비                          | 1923–24 |
| 주세페 무자와 아모레티        | 1924–25 |
| 알도 오르탈리                 | 1925–26 |
| 조반니 카날리                 | 1926–28 |
| 에밀리오 그로시               | 1928–29 |
| 주세페 아모레티               | 1929–30 |
| 체사레 미넬리                 | 1930–35 |
| 에밀리오 그로시               | 1935–36 |
| 필리포 보나티                 | 1936–37 |
| 니노 메디올리                 | 1937–38 |
| 메다르도 기니                 | 1938–40 |
| 주세페 스코티                 | 1940–43 |
| 조르조 차니켈리               | 1945–46 |
| 라이몬도 보르테시             | 1946–47 |
| 아메리고 기라르디             | 1947–48 |

| 이름                                          | 연도      |
| --------------------------------------------- | --------- |
| 브루노 아반치니                               | 1948–51   |
| 보니파치오 루피 디 소라냐                     | 1951–53   |
| 움베르토 아녜티, 델 프라테, 캄파니니와 비아니 | 1953–54   |
| 파브리치오 카르톨라리                         | 1954–58   |
| 주세페 아녜티                                 | 1958–65   |
| 발테르 몰리나리                               | 1965–66   |
| 지노 카모랄리                                 | 1966–67   |
| 비토리오 블라르치노                           | 1967–68   |
| 차니켈리와 피치고니                           | 1968–69   |
| 에르메스 폴리아                               | 1969–73   |
| 아르날도 무시니                               | 1973–76   |
| 에르네스토 체레시니                           | 1976–90   |
| 풀비오 체레시니                               | 1990      |
| 조르조 페드라네스키                           | 1990–96   |
| 스테파노 탄치                                 | 1996–04   |
| 엔리코 본디                                   | 2004      |
| 구이도 안졸리니                               | 2004–06   |
| 엔리코 본디                                   | 2006–07   |
| 톰마소 기라르디                               | 2007–2014 |
| 피에트로 도카                                 | 2014      |
| 파비오 조르다노                               | 2014      |
| 에르미르 코드라                               | 2014-2015 |
| 잠피에트로 마넨티                             | 2015-     |

### 역대 감독
다음은 1차 세계대전부터 오늘날까지의 파르마의 감독 목록이다.
| 이름                                                                              | 국적                                                                    | 연도    |
| --------------------------------------------------------------------------------- | ----------------------------------------------------------------------- | ------- |
| 비올리, 포르첼리, 스파자리                                                        | [[파일:{{{국기그림-1861}}}\|22x20px\|border \|이탈리아\|링크=이탈리아]] | 1919–20 |
| 퍼시 험프리                                                                       | 잉글랜드                                                                | 1920–21 |
| 리베                                                                              | 오스트리아                                                              | 1921–23 |
| 구이도 아라                                                                       | [[파일:{{{국기그림-1861}}}\|22x20px\|border \|이탈리아\|링크=이탈리아]] | 1923–24 |
| 가비, 포를리베시                                                                  | [[파일:{{{국기그림-1861}}}\|22x20px\|border \|이탈리아\|링크=이탈리아]] | 1924–25 |
| 카를로 아카트치                                                                   | [[파일:{{{국기그림-1861}}}\|22x20px\|border \|이탈리아\|링크=이탈리아]] | 1925–26 |
| 기니, 슈투아르트                                                                  | [[파일:{{{국기그림-1861}}}\|22x20px\|border \|이탈리아\|링크=이탈리아]] | 1926–27 |
| 에밀리 그로시                                                                     | [[파일:{{{국기그림-1861}}}\|22x20px\|border \|이탈리아\|링크=이탈리아]] | 1927–28 |
| 라오울 비올리                                                                     | [[파일:{{{국기그림-1861}}}\|22x20px\|border \|이탈리아\|링크=이탈리아]] | 1928–29 |
| 에밀리 그로시                                                                     | [[파일:{{{국기그림-1861}}}\|22x20px\|border \|이탈리아\|링크=이탈리아]] | 1929–30 |
| 어르먼드 헐모시                                                                   | 헝가리                                                                  | 1930–31 |
| 에밀리 그로시                                                                     | [[파일:{{{국기그림-1861}}}\|22x20px\|border \|이탈리아\|링크=이탈리아]] | 1931–32 |
| 크로티                                                                            | [[파일:{{{국기그림-1861}}}\|22x20px\|border \|이탈리아\|링크=이탈리아]] | 1932–33 |
| 티토 미스트랄리                                                                   | [[파일:{{{국기그림-1861}}}\|22x20px\|border \|이탈리아\|링크=이탈리아]] | 1933–36 |
| 알프레도 마티올리                                                                 | [[파일:{{{국기그림-1861}}}\|22x20px\|border \|이탈리아\|링크=이탈리아]] | 1936–37 |
| 엘비오 반케로                                                                     | [[파일:{{{국기그림-1861}}}\|22x20px\|border \|이탈리아\|링크=이탈리아]] | 1937–38 |
| 팔 설러이                                                                         | 헝가리                                                                  | 1938–39 |
| 요제프 베레브                                                                     | 헝가리                                                                  | 1939–40 |
| 알프레도 마티올리                                                                 | [[파일:{{{국기그림-1861}}}\|22x20px\|border \|이탈리아\|링크=이탈리아]] | 1940–42 |
| 이탈로 데펜디                                                                     | [[파일:{{{국기그림-1861}}}\|22x20px\|border \|이탈리아\|링크=이탈리아]] | 1942–43 |
| 주세페 페라리                                                                     | [[파일:{{{국기그림-1861}}}\|22x20px\|border \|이탈리아\|링크=이탈리아]] | 1945–46 |
| 레나토 카타네오, 롬바티, 프리오네와 미스트랄리                                    | 이탈리아                                                                | 1946–47 |
| 브루노 덴텔리, 조반니 마초니, 디에트리크와 탈리아니                               | 이탈리아                                                                | 1947–48 |
| 레나토 카타네오, 주베르티, 미스트랄리, 주세페 페라리, 롬바티 그리고 카를로 리고티 | 이탈리아                                                                | 1948–49 |
| 카를로 리고티                                                                     | 이탈리아                                                                | 1949–50 |
| 조반니 마초니, 보니 와 마티올리                                                   | 이탈리아                                                                | 1950–51 |

| 이름                            | 국적     | 연도    |
| ------------------------------- | -------- | ------- |
| 파올로 타바넬리                 | 이탈리아 | 1951–53 |
| 카를로 알베르토 콰리오          | 이탈리아 | 1953–54 |
| 이보 피오렌티니                 | 이탈리아 | 1954–56 |
| 올리베리 와 주베르티            | 이탈리아 | 1956–57 |
| 체스트미르 비츠팔레크           | 체코     | 1956–58 |
| 구이도 마체티                   | 이탈리아 | 1958–60 |
| 마리오 젠타                     | 이탈리아 | 1960–62 |
| 칸포리니                        | 이탈리아 | 1962–63 |
| 디오탈레비 와 아르날도 센티멘티 | 이탈리아 | 1963–64 |
| 올리베리 와 주베르티            | 이탈리아 | 1956–57 |
| 브루노 아르카리                 | 이탈리아 | 1964–65 |
| 이바노 코르기                   | 이탈리아 | 1965–66 |
| 단테 보니                       | 이탈리아 | 1965–67 |
| 잔카를로 비탈리                 | 이탈리아 | 1967–68 |
| 단테 보니                       | 이탈리아 | 1968–69 |
| 잔카를로 비탈리                 | 이탈리아 | 1969–70 |
| 스테파노 안젤레리               | 이탈리아 | 1970–72 |
| 안토니오 손치니                 | 이탈리아 | 1972    |
| 조르조 세레니                   | 이탈리아 | 1973–74 |
| 레나토 제이                     | 이탈리아 | 1974–75 |
| 조반니 메레갈리                 | 이탈리아 | 1975–76 |
| 티토 코르시                     | 이탈리아 | 1976–77 |
| 브루노 모라                     | 이탈리아 | 1977    |
| 잔니 코렐리 와 조르조 비스콘티  | 이탈리아 | 1977–78 |
| 그라치아노 란도니               | 이탈리아 | 1978    |
| 체사레 말디니                   | 이탈리아 | 1978–80 |
| 도메니코 로사티                 | 이탈리아 | 1980–81 |
| 조르조 세레니                   | 이탈리아 | 1981    |
| 잔카를로 다노바                 | 이탈리아 | 1981–83 |

| 이름                | 국적       | 연도      |
| ------------------- | ---------- | --------- |
| 브루노 모라         | 이탈리아   | 1983      |
| 마리노 페라니       | 이탈리아   | 1983–85   |
| 실바노 플라보레아   | 이탈리아   | 1985      |
| 피에트로 카르미냐니 | 이탈리아   | 1985      |
| 아리고 사키         | 이탈리아   | 1985–87   |
| 즈데네크 제만       | 체코       | 1987      |
| 잠피에리 비탈리     | 이탈리아   | 1987–89   |
| 네비오 스칼라       | 이탈리아   | 1989–96   |
| 카를로 안첼로티     | 이탈리아   | 1996–98   |
| 알베르토 말레사니   | 이탈리아   | 1998–01   |
| 아리고 사키         | 이탈리아   | 2001      |
| 렌초 울리비에리     | 이탈리아   | 2001      |
| 다니엘 파사렐라     | 아르헨티나 | 2001      |
| 피에트로 카르미냐니 | 이탈리아   | 2001–02   |
| 체사레 프란델리     | 이탈리아   | 2002–04   |
| 실비오 발디니       | 이탈리아   | 2004–05   |
| 피에트로 카르미냐니 | 이탈리아   | 2005      |
| 마리오 베레타       | 이탈리아   | 2005–06   |
| 스테파노 피올리     | 이탈리아   | 2006–07   |
| 클라우디오 라니에리 | 이탈리아   | 2007      |
| 도메니코 디 카를로  | 이탈리아   | 2007–08   |
| 엑토르 쿠페르       | 아르헨티나 | 2008      |
| 안드레아 만초       | 이탈리아   | 2008      |
| 루이지 카니         | 이탈리아   | 2008      |
| 프란체스코 구이돌린 | 이탈리아   | 2008–10   |
| 파스콸레 마리노     | 이탈리아   | 2010–11   |
| 프란코 콜롬바       | 이탈리아   | 2011–12   |
| 로베르토 도나도니   | 이탈리아   | 2012–15   |
| 루이지 아폴로니     | 이탈리아   | 2015–16   |
| 로베르토 다브레사   | 이탈리아   | 2016-2020 |
| 파비오 리베라니     | 이탈리아   | 2020-2021 |
| 로베르토 다브레사   | 이탈리아   | 2021      |
| 엔초 마레스카       | 이탈리아   | 2021-     |

## 역대 성적
파르마는 창립후부터 지금까지 8번의 우승을 하였고 8개 모두 1992년에서부터 2002년까지 총 10년의 기간 동안 말이다. 이 영광들은 파르마를 이탈리아 축구 역사에서 주요 트로피들을 얻은 10번째로 성공한팀으로 만들었고, 유럽클럽대항전에선 밀란, 유벤투스, 인테르 다음으로 이탈리아팀중에서는 4번째로 성공한팀이다. 밀란 다음으로 국제대회에서 우승이 많은 팀이기도 하다.

### 국내리그
- 코파 이탈리아:

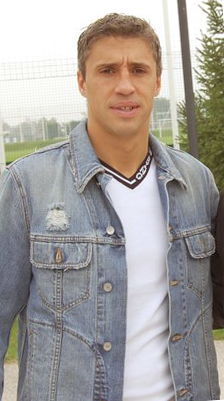
에르난 크레스포 (2011) 에르난 크레스포는 파르마에 3번의 우승 트로피를 가져다줬고 파르마의 역대 득점 순위 1위다.

  - 우승 (3): 1991–92, 1998–99, 2001–02
  - 준우승 (2): 1994–95, 2000–01

- 수페르코파 이탈리아나:
  - 우승 (1): 1999
  - 준우승 (1): 1992, 1995, 2002

- 세리에 A:
  - 준우승 (1): 1996–97

- 세리에 B:
  - 준우승 (1): 2008–09

### 유럽클럽대항전
- UEFA 유로파 리그:
  - 우승 (2): 1994–95, 1998–99

- 유러피언 슈퍼컵:
  - 우승 (1): 1993

- 유러피언 컵 위너스컵:
  - 우승 (1): 1992–93
  - 준우승 (1): 1993–94

### 하부리그
- 레가 프리마 디비시오네:
  - 준우승 (1): 1928–29[nb 1]

- 세콘다 디비시오네:
  - 우승 (1): 1924–25[nb 2]

- 프로모지오네:
  - 준우승 (1): 1919–20[nb 3]

- 세리에 C:
  - 우승 (4): 1953–54, 1972–73,[nb 4] 1983–84,[nb 5] 1985–86[nb 5]
  - 준우승 (2): 1942–43,[nb 6] 1978–79[nb 5]

- 세리에 D:
  - 우승 (1): 1969–70[nb 7]

- 코파 델레 알피:
  - 우승 (1): 1960–61[nb 8]

## 참고
1. ↑  At the time, this was one of 3 parallel regional second tier divisions.
2. ↑  At the time, this was one of 2 parallel regional second tier divisions.
3. ↑  At the time, this was one of 13 parallel regional second tier divisions.
4. ↑  At the time, this was one of 3 parallel regional third tier divisions.
5. 1 2 3  At the time, this was one of 2 parallel regional third tier divisions.
6. ↑  At the time, this was one of 12 parallel regional third tier divisions.
7. ↑  At the time, this was one of 9 parallel regional fourth tier divisions.
8. ↑  Parma competed as a representative of Italy.